# Drassodinae
Drassodinae è una sottofamiglia di ragni appartenente alla famiglia Gnaphosidae.

## Descrizione
Sono ragni di varia grandezza, da media (5 millimetri) a grande (15 millimetri).
La chiave dicotomica di questa sottofamiglia rispetto alle altre è che questi ragni hanno generalmente l'opistosoma piatto, con una colorazione vivace bruno-grigiastra, a volte con motivi di fantasia. Posseggono anche una tacca, non superficiale ma con indentazione profonda, su entrambi i trocanteri. Ai maschi manca lo scutum dorsale. Questo insieme di caratteri è tipico, non è posseduto da nessun'altra sottofamiglia.

## Distribuzione
I 28 generi oggi noti di questa sottofamiglia hanno, globalmente, diffusione pressoché cosmopolita.

## Tassonomia
Attualmente, a marzo 2016, la maggioranza degli aracnologi è concorde nel suddividerla in 28 generi:
1. Anagraphis Simon, 1893 - Europa meridionale, Medio Oriente, Africa settentrionale ed orientale (7 specie)
2. Anzacia Dalmas, 1919 - Oceania (Australia, Nuova Zelanda, Nuova Caledonia, isole Norfolk, isola Lord Howe, isole Philip, isole Cato) (15 specie)
3. Apodrassodes Vellard, 1924 - America meridionale, America centrale e Asia meridionale (10 specie)
4. Apodrassus Chamberlin, 1916 - Perù (genere monospecifico)
5. Apopyllus Platnick & Shadab, 1984 - America meridionale e America centrale (8 specie)
6. Aracus Thorell, 1887 - Birmania (genere monospecifico)
7. Benoitodes Platnick, 1993 - Isola di Sant'Elena (2 specie)
8. Berinda Roewer, 1928 - Grecia, Creta, Cipro, Russia, Turchia, Asia centrale (6 specie)
9. Cabanadrassus Mello-Leitão, 1941 - Argentina (genere monospecifico)
10. Coreodrassus Paik, 1984 - Kazakistan, Cina, Corea, Giappone  (3 specie)
11. Drassodes Westring, 1851 - Asia, Africa, Europa, America (169 specie e 2 sottospecie)
12. Drassodex Murphy, 2007 - Europa (Spagna, Francia, Italia, Svizzera), Russia, Kazakistan (10 specie)
13. Haplodrassus Chamberlin, 1922 - Regione olartica, India, Isole Capo Verde (66 specie e 4 sottospecie)
14. Homoeothele Simon, 1908 - Australia occidentale (genere monospecifico)
15. Hypodrassodes Dalmas, 1919 - Nuova Zelanda, Nuova Caledonia, isola Lord Howe (11 specie)
16. Leptodrassex Murphy, 2007 - regione paleartica (4 specie)
17. Leptodrassus Simon, 1878 - Africa, Europa, Vicino oriente (10 specie)
18. Matua Forster, 1979 - Nuova Zelanda (2 specie)
19. Neodrassex Ott, 2012 - Brasile (5 specie)
20. Nopyllus Ott, 2014 - Brasile (2 specie)
21. Notiodrassus Bryant, 1935 - Nuova Zelanda (2 specie)
22. Orodrassus Chamberlin, 1922 - USA, Canada (3 specie)
23. Parasyrisca Schenkel, 1963 - Regione olartica (49 specie)
24. Sidydrassus Esyunin & Tuneva, 2002 - Kazakistan, Russia, Cina (3 specie)
25. Sosticus Chamberlin, 1922 - Regione olartica, India (10 specie)
26. Synaphosus Platnick & Shadab, 1980 - Africa, Asia, Europa e America settentrionale (25 specie)
27. Talanites Simon, 1893 - regione olartica ed ecozona orientale (15 specie)
28. Talanitoides Levy, 2009 - Israele (genere monospecifico)